# ブレーズド回折格子
ブレーズド回折格子（ブレーズドかいせつこうし、英: blazed grating）は、特殊な回折格子の一つである。エシェレット格子（英: echelett grating、フランス語で梯子を意味するéchelleから）とも呼ばれる。任意の回折次数において最大回折効率が得られるように最適化されている。この目的のため、最大屈折力は望む回折次数に集中されているのに対して、その他の次数（特にゼロ次）における残りのパワーは最小化される。この条件は一つの波長に対してのみ完全に得ることができるため、どの「ブレーズ波長」に対して格子が最適化されるか（刻まれる〔blazed〕か）が特定される。最大効率が得られる方向は「ブレーズ角」と呼ばれ、ブレーズド格子の3番目に重要な特徴であり、ブレーズ波長と回折次数に直接的に依存する。

## ブレーズ角
全ての光回折格子の様に、ブレーズド回折格子は一定の線間隔{\displaystyle d}を持ち、これが回折格子によって引き起こされる波長の分裂の度合いを決定する。格子線は三角形でのこぎり型の横断面を有し、これは階段構造作っている。この階段は回折格子面に関していわゆるブレーズ角傾いている。その結果、階段面の法線と格子面の法線との間の角度は{\displaystyle \theta _{B}}となる。
ブレーズ角は使用する光の波長に対して効率を最大化するように最適化される。記述的には、これは格子で回折されるビームと階段で反射されるビームがどちらも同じ方向へ屈折されるように{\displaystyle \theta _{B}}が選ばれることを意味する。一般に 、ブレーズド回折格子はいわゆるリトロー配置で製造される。

## リトロー配置

ブレーズド回折格子における回折。αを入射角、βを回折角、θ_{B}をブレーズ角という。

リトロー配置は、回折角と入射角が同一になるようにブレーズ角が選ばれた特別な配置である。反射回折格子では、これは回折ビームが入射ビーム（図中の青いビーム）の方向へと背面反射されることを意味する。このビームは階段に対して垂直であり、したがって階段面の法線に対して平行である。ゆえに、リトロー配置{\displaystyle \alpha =\beta =\theta _{B}}に当てはまる。
回折格子における回折角は階段構造によって影響されない。回折角は線間隔によって決定され、以下の回折格子方程式に照らして計算することができる。
{\displaystyle d\left(\sin {\alpha }+\sin {\beta }\right)=m\lambda }
上式において
{\displaystyle d} =線間隔
{\displaystyle \alpha } = 入射角
{\displaystyle \beta } = 回折角
{\displaystyle m} = 回折次数
{\displaystyle \lambda } = 入射光の波長
リトロー配置では、これは{\displaystyle 2d\sin {\theta _{B}}=m\lambda }となる。{\displaystyle \theta _{B}}について解くことによって、回折次数、波長、線間隔の任意の組み合わせに対するブレーズ角を計算することができる。
{\displaystyle \theta _{B}=\arcsin {\frac {m\lambda }{2d}}\ .}

## ブレーズド透過回折格子
ブレーズド回折格子は透過回折格子としても実現することができる。この場合、望む回折次数の角度が格子材料で回折されるビームの角度ど一致するようにブレーズ角が選ばれる。

## エシェル回折格子
エシェル回折格子は特殊な形のブレーズド回折格子である。エシェル回折格子は、特に大きなブレーズ角（>45°）によって特徴付けられる。したがって、光は三角形の格子線の長い面ではなく短い面に当たる。エシェル回折格子は大部分はより大きな線間隔で製造されるが、より高い回折次数に対して最適化される。
エシェル回折格子は惑星探索天文学において有用であり、HARPSの分光器で使われている。